# 奥吉布瓦人

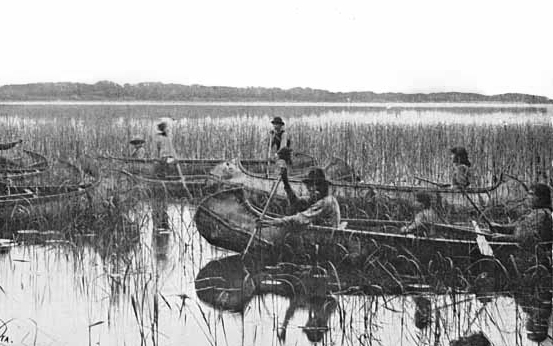
采米，1905年于美国明尼苏达州影

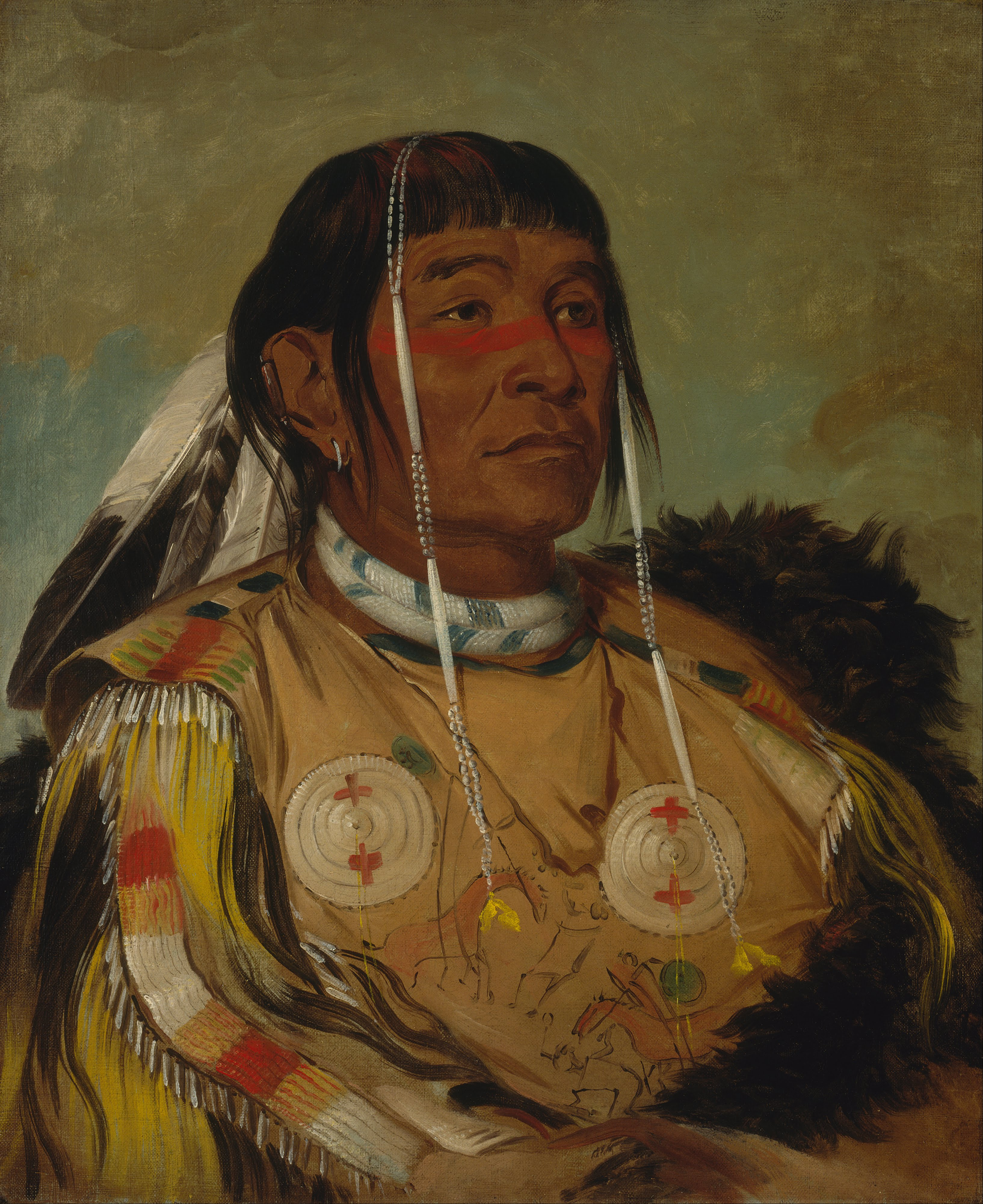
索尔托人酋长沙科佩。索尔托人是奥吉布瓦人的一支，居住在大平原地区

奥吉布瓦人、奥吉布韦人（英文：Ojibwe 或 Ojibwa(y)，奥吉布瓦语：Ojibwe ᐅᒋᐺ，复数：Ojibweg ᐅᒋᐺᒃ）或者奇佩瓦人（英文：Chippewa(y)），是北美洲的一个原住民族，广泛分布于五大湖地区与北部大平原大部，阿尼希纳贝人的一支，为属于亚北极带地区及东北林地文化区的原住民族。附近同是阿尼希纳贝人的几个不同民族也认同为奥吉布瓦人，如索尔托人、尼皮辛人和奥吉-克里人等。
奥吉布瓦人是大峡谷以北最人口最多的美洲原住民族之一。根据美国人口普查，奥吉布瓦人是美国是最多部落人口的原住民，而在加拿大，奥吉布瓦人即第二大的第一民族，仅次克里人。总人口大概是32万人，其中美国境内170,742人，加拿大境内约160,000人。在美国的奥吉布瓦人77,940人属于奥吉布伟人主支、76,760人是索尔托人、8,770人是密西沙加人，组成125个游族。
奥吉布瓦人以桦树皮制成的独木舟、书卷等制品，野米、枫糖，以及对铜矿的开采与交易闻名。灵医社是奥吉布瓦人所信仰的宗教，圣职者传承了桦树皮书卷以及奥吉布瓦人的传统历史、故事、歌曲、地点方向、天文、数学等知识，同样地也广为人知。
奥吉布伟人的居住地被欧洲国家、加拿大与美国殖民。奥吉布伟人为了换取补偿、原住民保留地以及传统权益的保障，与殖民领导人签署了条约放开土地给殖民者定居。大量的欧洲定居者搬入了奥吉布伟人的土地。
当年法国商人来到北美大陆时，首先接触到的民族即为奥吉布瓦人。奥吉布瓦人因对欧洲人尽了地主之谊，优先得到了欧洲人带来的马匹、枪支、弹药。把与其为敌的东部的达科他人从苏必略湖和密西西比河上游地区驱赶到了明尼苏达河地区、甚至达科他（本意为联盟、朋友）。这个民族的本名并不流行，因为当时欧洲人是以奥吉布瓦人对其称呼Naduwessioux（蛇、敌人）的省略语Sioux的名字记录下来，即苏族。

## 名称
实际上，关于这个民族的音译版本众多，在美国，该民族常被称为奇佩瓦人，而在加拿大则被称为奥吉布瓦人。

## 语言
奥吉布瓦人說奥吉布瓦语。